# Sittande volleyboll

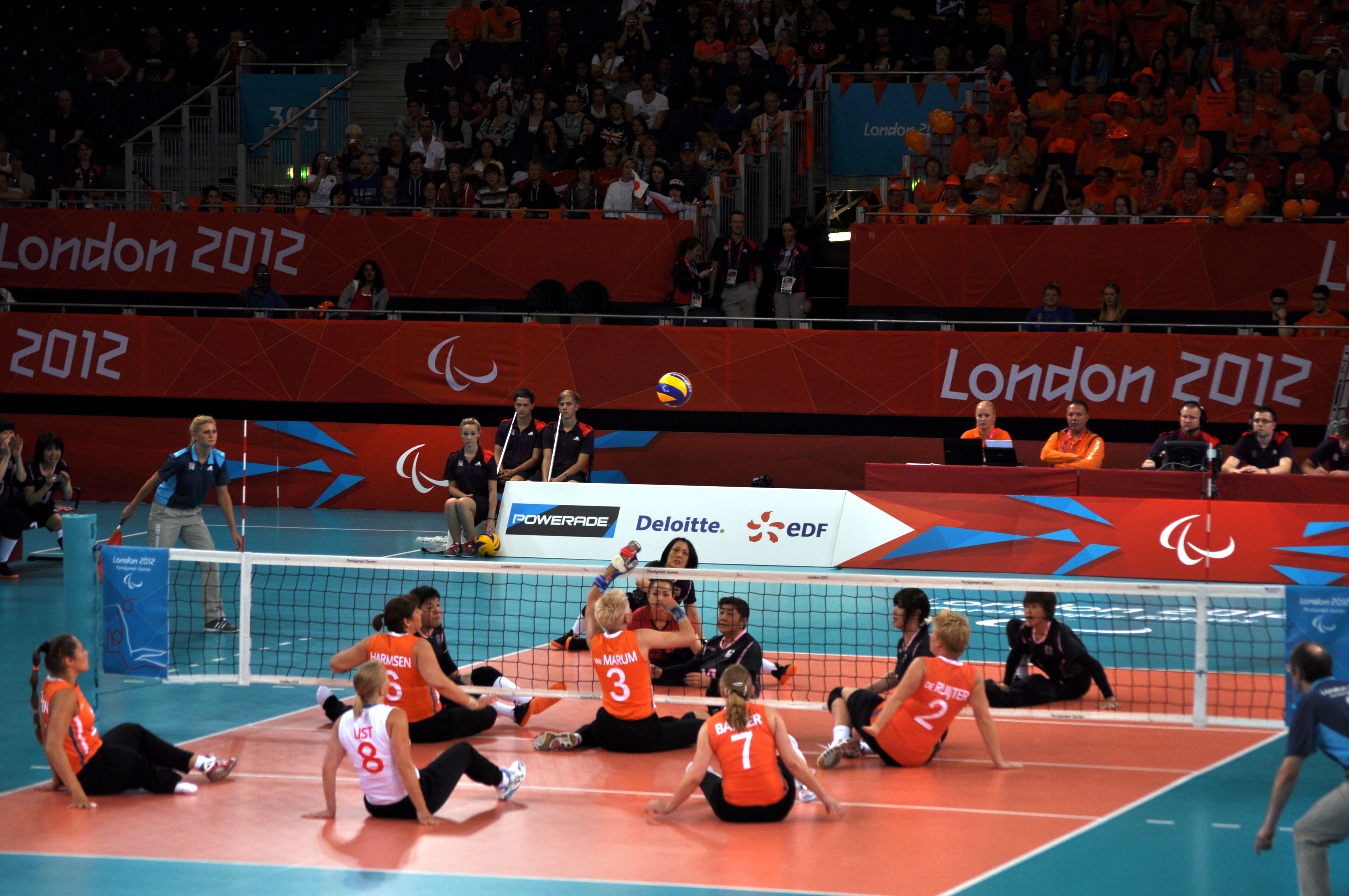
Nederländerna spelar mot Japan i Paralympiska sommarspelen 2012 i London.

Sittande volleyboll är en form av volleyboll som främst utövas av personer med funktionsnedsättning. Grenen ingår i de Paralympiska spelen sedan 1980.
Sittande volleyboll utvecklades 1956 i Nederländerna som rehabilitering för sårade soldater och två år senare spelades den första internationella matchen mellan två klubblag från Tyskland och Nederländerna. Vid Paralympiska sommarspelen 1976 i Toronto spelades uppvisningsmatcher i stående volleyboll och fyra år senare introducerades både sittande och stående volleyboll för herrar på Paralympiska sommarspelen 1980 i Arnhem. Damklassen introducerades på Paralympiska sommarspelen 2004 i Aten. Vid de uppskjutna Paralympiska sommarspelen 2020 beräknas 8 herrlag och lika många damlag  delta.
Spelplanen för sittande volleyboll är 10 x 6 meter och det 80 centimeter höga nätet sitter 1,15 meters över marken för herrar och  1,05 meter för damer. Reglerna liknar dem för volleyboll bortsett från att alla spelare måste ha markkontakt med någon del av bakdelen när de rör vid bollen och att serven får blockeras.